# Hôtel Albert Ciamberlani
Hôtel Albert Ciamberlani is een art-nouveauherenhuis in Elsene in het Brussels Hoofdstedelijk Gewest. Het werd in 1897 gebouwd door architect Paul Hankar in opdracht van weduwe Ciamberlani, als geschenk voor haar zoon, de kunstschilder Albert Ciamberlani.

## Geschiedenis
De bouw van het herenhuis werd in 1897 voltooid. In 1927 werd de benedenverdieping in opdracht van de toenmalige eigenaar, de advocaat Albert Devez, volledig heringericht en het huis over zijn drie bouwlagen verlengd onder toezicht van architect Adrien Blomme. Art-nouveau-elementen als de trap en lambrisering werden verwijderd en vervangen door art deco en neo-Vlaamse barokelementen)
Sinds 12 januari 1983 zijn de gevel, de daken en het interieur beschermd. In 2004 werd het geheel aangekocht de Franse vastgoedhandelaar Laforge.
In 2006 werd de voorgevel gerenoveerd, deels gesubsidieerd door het Brussels Gewest (262.000 EUR) en de Koning Boudewijnstichting (63.120 EUR). Voor de renovatie waren grote delen van de sgraffiti verweerd en onherkenbaar geworden. Ongeveer de helft van de sgraffiti op de eerste verdieping was egaal rood en de medaillons onder de dakgoot volledig blank. Men kon voor de restauratie teruggrijpen op een groot deel van de oorspronkelijke plannen, bewaard in het Jubelpark.
Het herbergt momenteel de residentie van de ambassadeur van Argentinië.

## Buitengevel
De asymmetrische buitengevel weerspiegelt de indeling binnen. Links bevond zich oorspronkelijk de voordeur. Het grote salon op de eerste verdieping wordt verlicht door twee hoefijzervormige ramen. De sgraffiti boven de ramen van het tweede en derde verdiep zijn ontworpen door Albert Ciamberlani en uitgevoerd door Adolphe Crespin.

## Interieur
Een groot aantal elementen van het art-nouveauhoutwerk is verdwenen bij de verbouwingswerken van Blomme in 1927. Alhoewel de deuren werden vervangen zijn de sloten waarschijnlijk nog origineel. In de eetkamer is een fries in behangpapier met een fauna- en florathema bewaard gebleven.
Een buffetkast wordt bewaard in het Design Museum Gent en een grote tafel bevindt zich in de collectie van het Parijse Musée d'Orsay. Beide door Hankar ontworpen meubelen, met een fraaie vermenging van mahoniehout en eik, zijn tot in het detail nagebouwd.

## In populaire cultuur
Hélène Cattet en Bruno Forzani filmden L'étrange couleur des larmes de ton corps (2014) in Hotel Ciamberlani.